# Eugenia Attendolo Bolognini Litta
Eugenia Attendolo Bolognini, duchessa Litta Visconti Arese, nota come la bella Bolognina (Milano, 12 febbraio 1837 – Vedano al Lambro, 6 aprile 1914), è stata una nobildonna e benefattrice italiana, perlopiù nota per essere stata l'amante di re Umberto I di Savoia.
Fu attiva anche nella propaganda anti-austriaca durante il Risorgimento.

## Biografia

### Infanzia
Eugenia nacque da Eugenia Vimercati Sanseverino (poi risposatasi con il principe Alphons Seraph von Porcia) e dal conte Gian Giacomo Attendolo Bolognini, famoso come raffinato collezionista, cui si deve la nascita dei Musei civici di Milano. In realtà studi storici hanno confermato come Eugenia fosse figlia del principe di Porcia, ma, per mettere a tacere gli scandali creatisi in società dalla separazione dei due quando il conte Attendolo Bolognini scoprì la relazione segreta della moglie col principe friulano, egli riconobbe la bambina come propria, ma impose alla moglie di allontanarsi con lei. Sin da bambina fu evidente la sua bellezza e divenne ben presto nota a Milano come la bella Bolognina.

### Matrimonio e patriottismo
Eugenia nel 1855 sposò il conte Giulio Litta Visconti Arese, poi quarto duca Litta, nobile che partecipò ai moti rivoluzionari del 1848, divenendo quindi duchessa Litta.
Eugenia, ricordata per la sua particolare bellezza, condivise le posizioni politiche del marito e tenne un raffinato e frequentato salotto culturale a Milano. I duchi Litta ebbero amicizie patriottiche e non nascosero mai le loro posizioni antiaustriache. La duchessa con il marito frequentò il salotto di Carlo d'Adda che raccoglieva i principali dissidenti, come i fratelli Dandolo, i Borromeo, i Trivulzio, i Trotti e altri. Eugenia fu grande amica di Carmelita Fè, vedova di Luciano Manara, e di Ermellina Maselli Dandolo, matrigna del fervente patriota Emilio.

### Relazione con Umberto I di Savoia

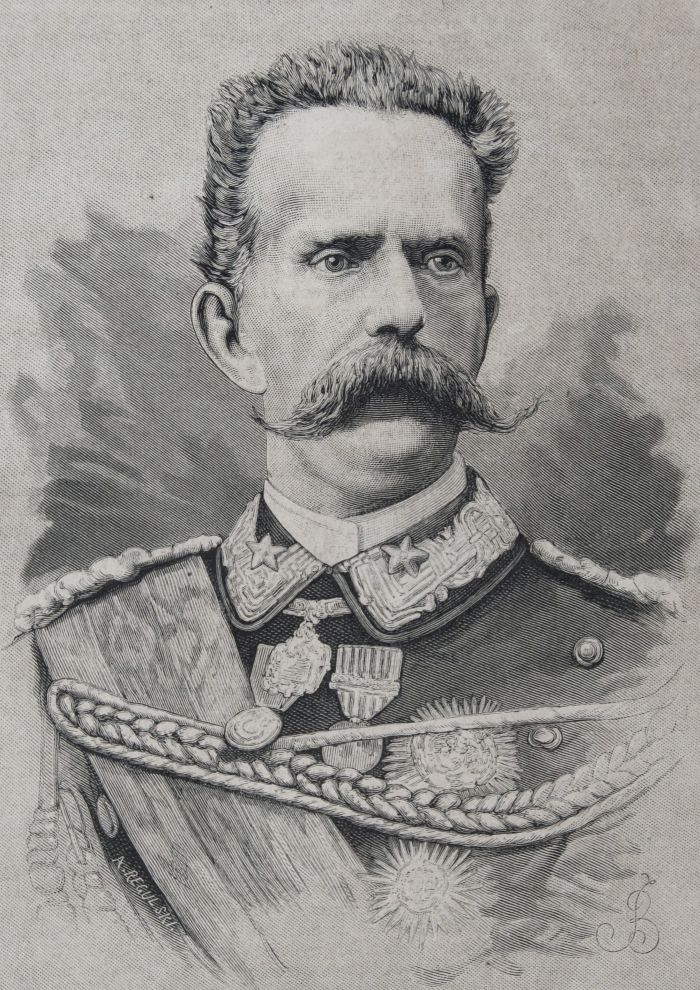
Umberto I di Savoia (1884)

Gli austriaci la soprannominarono la regina delle oche: in Austria venivano infatti chiamate oche le dame lombardo-venete che, agitandosi, pretendevano di salvare l'orgoglio e l'italianità. Ricordata anche come la musa ispiratrice di Arrigo Boito, assiduo frequentatore del suo circolo culturale e mondano, deve la sua notorietà alla lunga e stabile relazione extraconiugale che intrecciò e portò avanti col re Umberto I, durata fino alla morte del sovrano. In precedenza era stata anche dama di compagnia della regina Margherita.
Ebbe due figli, Pompeo Litta e il prediletto Alfonso, che morì nel 1891, figlio naturale avuto con re Umberto I, anche se fu ufficialmente riconosciuto e legittimato dal duca Litta, già noto per la sua correttezza.

### Benefattrice
Fu benefattrice dell'Ospedale Maggiore di Milano, che dedicò un padiglione al figlio della duchessa, prematuramente morto. Alla sua iniziativa e alle sue donazioni si devono i primi ampliamenti del nosocomio milanese. Il Padiglione Litta dell'Ospedale Maggiore fu il primo costruito nell'area oltre il Naviglio nel 1895; ospita la sede dell'Associazione italiana soccorritori.
Il suo lascito all'Ospedale Maggiore permise anche alla Croce Rossa Italiana di allestire un'ambulanza fluviale per portare i primi soccorsi alle popolazioni che abitavano lungo le rive del Po.
Eugenia visse nella Villa Litta Bolognini Modignani di Vedano al Lambro, comune della Brianza, nelle immediate vicinanze del parco di Monza, fino alla morte avvenuta nel 1914 alle soglie della prima guerra mondiale. La Litta non lasciò nulla ai posteri che potesse servire a una biografia non autorizzata. Prima della morte di Umberto (per mano dell'anarchico Gaetano Bresci nel 1900) e dopo la morte del marito, la duchessa Litta, chiamata anche Duchessa Bolognina, diede disposizioni perché la sua collezione di 49 quadri andasse all'Ospedale Maggiore alla sua morte. Questi quadri fanno ora parte dei musei civici milanesi nella residenza di Milano, di Palazzo Morando Attendolo Bolognini, in via Sant'Andrea 6. A Brera donò invece il Ritratto del conte Antonio Porcia di Tiziano, avuto per via ereditaria.

### Sepoltura
La duchessa Bolognina è sepolta a Vedano al Lambro nel mausoleo di famiglia, a fianco dell'Oratorio di Santa Maria delle Selve, con marito e figli. L'oratorio, che appartiene all'Ospedale Maggiore di Milano, si trova all'interno di Villa Litta, residenza privata nella quale dimorano i discendenti dei Litta.